# Kubas intressesektion i Washington
Republiken Kubas intressesektion vid Schweiz ambassad i Washington är en del av Schweiz ambassad i Washington D.C. som har i uppdrag att tillvarata Kubas intressen i USA. I Havanna finns på motsvarande sätt USA:s intressesektion som utgör en del av Schweiz ambassad där. Då USA och Kuba formellt sett inte har några diplomatiska förbindelser fungerar respektive intressesektioner de facto som de bägge staternas "ambassader".
I New York har Kuba även en ständig representation vid de Förenta nationerna, vilket innebär att även om USA och Kuba inte har några diplomatiska förbundelser så vistas det ändå kubanska representanter under diplomatisk immunitet på amerikanskt territorium.